# În rând cu lumea
În rând cu lumea este un film românesc din 2008 regizat de Dinu Șerbescu.